# Italochrysa gagginoi
Italochrysa gagginoi is een insect uit de familie van de gaasvliegen (Chrysopidae), die tot de orde netvleugeligen (Neuroptera) behoort. 
Italochrysa gagginoi is voor het eerst wetenschappelijk beschreven door Navás in 1929.